# Локальне кільце
Локальне кільце — кільце з одиницею, що має єдиний максимальний ідеал.
Якщо R — комутативне локальне кільце з максимальним ідеалом {\displaystyle {\mathfrak {m}}}, то фактор-кільце {\displaystyle R/{\mathfrak {m}}} є полем і називається полем лишків локального кільця R.

## Означення
кільце R (асоціативне з одиницею) називається локальним кільцем якщо воно задовольняє одній із еквівалентних умов:
- R має єдиний максимальний лівий ідеал.
- R має єдиний максимальний правий ідеал.
- 1 ≠ 0 і сума двох необоротних елементів у R є необоротним елементом.
- 1 ≠ 0 і для довільного елемента x або x або 1 − x є оборотним елементом.
- Якщо скінченна сума є оборотним елементом, то хоча б один із доданків є оборотним елементом (звідси зокрема 1 ≠ 0).

При виконанні цих умов єдиний максимальний правий ідеал є рівним єдиному максимальному лівому і є рівним радикалу Джекобсона. Для комутативних кілець поняття лівих і правих ідеалів не відрізняються.

## Приклади
- Будь-яке поле або кільце нормування є локальним.
- Локальним є також кільце формальних степеневих рядів {\displaystyle k[[X_{1},\ldots ,X_{n}]]} над полем k або над будь-яким локальним кільцем. Навпаки, кільце многочленів {\displaystyle k[X_{1},\ldots ,X_{n}]} не є локальним кільцем.

- Нехай X — топологічний простір (диференційовний многовид, аналітичний простір, або алгебраїчний многовид), а x — точка в X. Нехай R — кільце ростків в точці x неперервних функцій (відповідно диференційовних, аналітичних або регулярних функцій); тоді R — локальне кільце, максимальний ідеал якого складається з ростків функцій, що приймають значення 0 в точці x.

## Локалізація
До локального кільця приводять деякі загальні конструкції в теорії кілець, найважливішою з яких є локалізація.
Нехай R — комутативне кільце, а {\displaystyle {\mathfrak {p}}} — простий ідеал в R. Кільце {\displaystyle R_{\mathfrak {p}}}, яке складається з дробів виду {\displaystyle {\frac {r}{s}}}, де {\displaystyle r\in R,s\in R\setminus {\mathfrak {p}}}, є локальним і називається локалізацією кільця R в {\displaystyle {\mathfrak {p}}}. Максимальним ідеалом кільця {\displaystyle R_{\mathfrak {p}}} є ідеал {\displaystyle {\mathfrak {p}}R_{\mathfrak {p}}}, а поле лишків {\displaystyle R_{\mathfrak {p}}} ототожнюється з полем часток фактор-кільця {\displaystyle R/{\mathfrak {p}},} що є областю цілісності.
Інші конструкції, що приводять до локального кільця — гензелізація або поповнення кільця щодо деякого максимального ідеалу.

## Властивості
Властивість комутативного кільця R (або R-модуля М, або R-алгебри В) називається локальною властивістю, якщо виконання її для R (або М, або В) еквівалентно виконанню її для кілець {\displaystyle R_{\mathfrak {p}}} (відповідно модулів {\displaystyle M\bigotimes _{R}R_{\mathfrak {p}}} або алгебри {\displaystyle B\bigotimes _{R}R_{\mathfrak {p}}}) для всіх простих ідеалів {\displaystyle {\mathfrak {p}}} кільця R.
Степені {\displaystyle {\mathfrak {m}}^{n}} максимального ідеалу {\displaystyle {\mathfrak {m}}} комутативного локального кільця R визначають базис околів нуля так званої топології локального кільця (або {\displaystyle {\mathfrak {m}}}-адичної топології). Для локального кільця Нетер ця топологія є гаусдорфовою (теорема Круля), а довільний його ідеал є замкнутим.
Будь-яке фактор-кільце локального кільця також є локальним.
Будь-який проективний модуль над локальним кільцем є вільним.

### Кільця Нетер
Далі розглядаються тільки нетерівські локальні кільця.
- Локальне кільце називається повним локальним кільцем, якщо воно є повним щодо {\displaystyle {\mathfrak {m}}}-адичної топології; в цьому випадку {\displaystyle R=\lim R/{\mathfrak {m}}^{n}}. У повному локальному кільці {\displaystyle {\mathfrak {m}}}-адична топологія є слабшою за будь-яку іншу гаусдорфову топологію (теорема Шевалле).
- Будь-яке повне локальне кільце є фактор-кільцем кільця {\displaystyle S[[X_{1},\ldots ,X_{n}]]} формальних степеневих рядів, де S — поле або повне кільце дискретного нормування.

- Тонше, кількісне дослідження локального кільця R пов'язано із застосуванням поняття приєднаного градуйованого кільця {\displaystyle Gr(R)=\bigoplus _{n\geqslant 0}({\mathfrak {m}}^{n}/{\mathfrak {m}}^{n+1})}. Нехай {\displaystyle H_{R}(n)} — розмірність векторного простору {\displaystyle {\mathfrak {m}}^{n}/{\mathfrak {m}}^{n+1}} над полем лишків {\displaystyle R/{\mathfrak {m}}}; як функція цілого аргументу n вона називається функцією Гільберта — Самюеля (або характеристичною функцією) локального кільця. При великих n ця функція збігається з деяким многочленом {\displaystyle {\bar {H}}_{R}(n)} від n, який називається многочленом Гільберта — Самюеля локального кільця R.
- Формальний ряд

{\displaystyle P_{R}(t)=\sum _{n\geqslant 0}H_{R}(n)\cdot t^{n}}
є раціональною функцією вигляду {\displaystyle f(t)(1-t)^{-d(R)}} де {\displaystyle f(t)\in \mathbb {Z} [t]} — многочлен, а d(A)-1 рівне степеню {\displaystyle {\bar {H}}_{R}}.
- Ціле число d(R) збігається з розмірністю Круля dim R кільця R і є одним з важливих інваріантів кільця.
- d(R) є рівним найменшому числу елементів {\displaystyle r_{1},\ldots ,r_{d}\in R}, для яких фактор-кільце {\displaystyle R/(r_{1},\ldots ,r_{d})} є кільцем Артіна. Якщо ці елементи можна вибрати так, щоб вони породжували максимальний ідеал {\displaystyle {\mathfrak {m}}}, то локальне кільце R називається регулярним локальним кільцем.
- Регулярність R еквівалентна тому, що {\displaystyle dim({\mathfrak {m}}/{\mathfrak {m}}^{2})=dimR}.
- Для d-вимірного регулярного кільця R

{\displaystyle H_{R}(n)={{n+d-1} \choose {d-1}}}
Аналогічна теорія будується для напівлокальних кілець, тобто кілець, що мають скінченне число максимальних ідеалів. Роль максимального ідеалу для них при цьому відіграє радикал Джекобсона.